# Pardosa erupticia
Pardosa erupticia este o specie de păianjeni din genul Pardosa, familia Lycosidae. A fost descrisă pentru prima dată de Strand, 1913.
Este endemică în Rwanda. Conform Catalogue of Life specia Pardosa erupticia nu are subspecii cunoscute.